# Фанеллис, Константинос
Константи́нос Фане́ллис (греч. Κωνσταντίνος Φανέλλης; 1791, Смирна — 1863, Эйон) — греческий художник и иконописец XIX века. Один из первых художников Греческого королевства. Первым внёс в греческое искусство идеи и стиль назарейцев.

## Биография

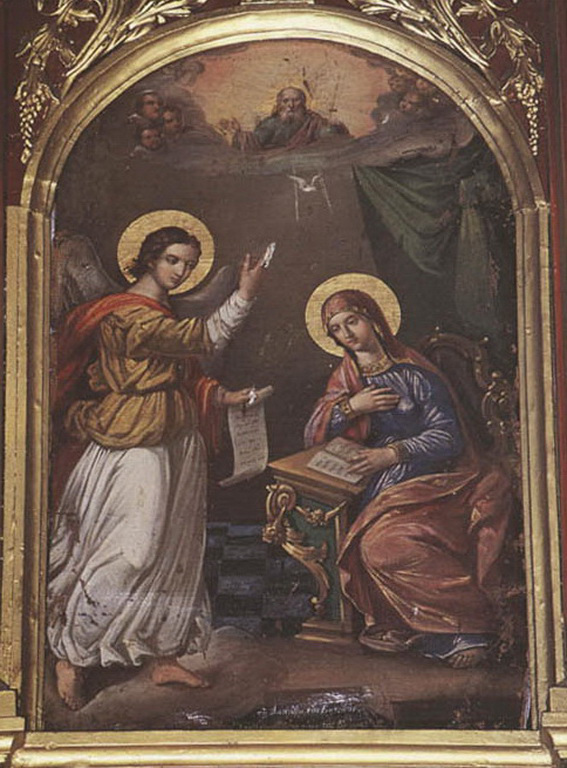
Благовещение Пресвятой Богородицы.

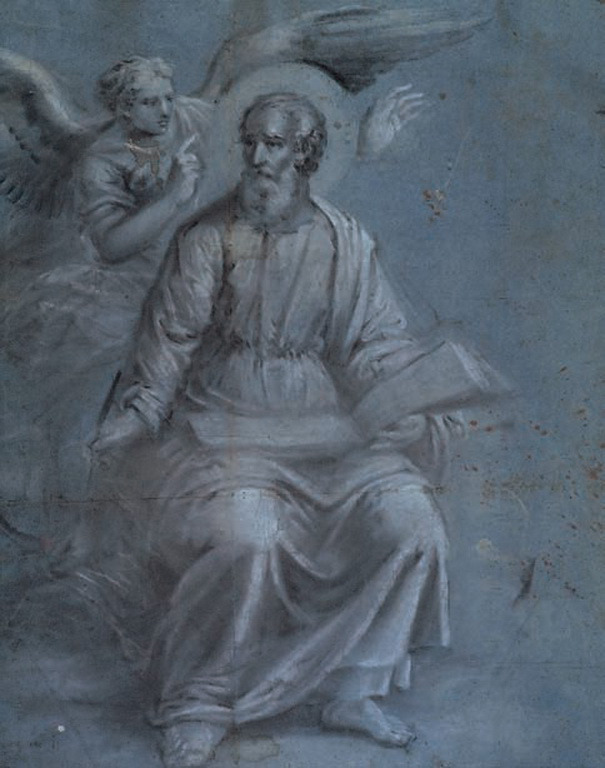
Евангелист и ангел.

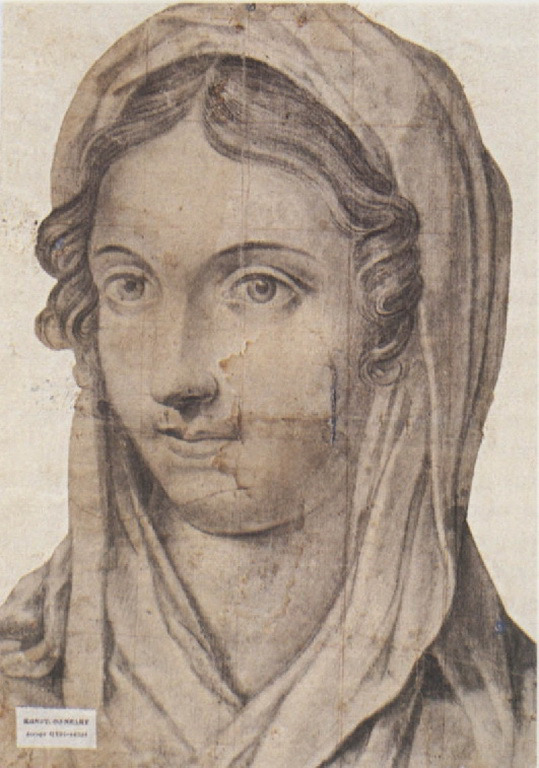
Портрет гречанки.

Фанеллис родился в 1791 году в Смирне, Малая Азия.
В 1816 году Фанеллис отправился на Афон изучить традиционную византийскую иконопись.
Не удовлетворённый византийской и пост-византийской иконописью он отбыл в Италию (Флоренция, Рим, Венеция) где учился на протяжении трёх лет.
В 1819 году и в возрасте 28 лет, он отправился в Германию, где работал свободным художником. В этот период он познакомился с живописью назарейцев.
В 1821 году он уехал в Иерусалим, где работал в качестве иконописца.
В период Освободительной войны Греции (1821—1829) Фанеллис пребывал в османской Палестине, рисуя пейзажи и бытовые ежедневные сцены, по заказу группы путешественников.
По завершении Освободительной войны Фанеллис решил обосноваться в Греческом королевстве.
Фанеллис был первым, кто принёс с собой идеи и стиль назарейцев, найдя благоприятную к этому почву, после установления в новом государстве монархии баварца Оттона.
В 1836 году Фанеллис был приглашён расписывать храм Богородицы в городе Эгион, Ахайя.
Здесь он женился на Елене Далаку, которая родила ему четырёх детей.
Фанеллис остался в Эгионе и прожил здесь до конца своей жизни. Его сын, Димитриос Фанеллис, также стал иконописцем и последователем стиля отца.

## Работы
В своей иконописи Фанеллис значительно отклонился от традиционной византийской живописи. В его церковных работах присутствует трёхмерное пространство и он следует образцам назарейцев.
Хронологически его работы опережают работы баварского назарейца Ludwig Thiersch (1825—1909), работавшего в тот период в Греции. Фанеллис оказал большое влияние на своего последователя Спиридона Хадзияннопулоса. Сам Хадзияннопулос признавал Фанеллиса своим «учителем и вдохновителем».
Творческий период Фанеллиса приходится на 1840—1871.
Число работ Фанеллиса достигает 510. Однако исследователь его творчества, Иоаннис Фрилингос, считает что это число значительно выше и что большая часть переносных икон Фанеллиса рассеяна по горным церквям и монастырям Пелопоннеса.
Много иконописных работ Фанеллиса находится в храмах Эйона. Они включают в себя, кроме прочего, иконостас Кафедрального храма Богородицы (1840), иконостас и неф Базилики архангелов Михаила и Гавриила (1840—1860). Переносные иконы Фанеллиса хранятся также в храме Богородицы Трипити в Эйоне.
Кроме Эйона, иконы Фанеллиса находятся в монастыре Мега Спилео у города Калаврита, в храме Благовещения города Амфиса, в храмах Патр.
После конкурса, в 1846 году Фанеллису была доверена роспись Кафедрального храма Афин.
Кисти Фанеллиса принадлежат иконостасы афинских церквей Христокопиди, Ромви Святого Элефтерия, Богородицы Горгоэпикоо, Святого Георгия в районе Неос Космос.
Живопись художника, женские портреты, пейзажи, эскизы и гравюры хранятся в Национальной галерее, в Византийском музее Афин, в коллекциях Кутлидиса, Коккиноса-Караянниса, в семейных галереях, а также в США, в коллекциях Фонда Форда и Фонда Рокфеллера.
Выставки работ Фанеллиса были организованы в Эйоне и Афинах в 1927 и 1978 годах.
Влияние назарейцев, и в частности Фанеллиса, было ощутимо в греческой церковной живописи и иконописи на протяжении века. Лишь в период между двумя мировыми войнами, усилиями Фотиса Кондоглу, пост-византийская церковная живопись и иконопись сумела потеснила последователей Фанеллиса.